# FFTPACK
FFTPACK(FFTパック)は、 高速フーリエ変換のためのFORTRAN サブルーチンパッケージである。
FFTPACKは複素数と実数、サイン、コサイン、1/4波の高速フーリエ変換サブルーチンを含んでいる。
FFTPACKは、アメリカ大気研究センター(National Center for Atmospheric Research)のPaul Swarztrauberによって開発された。
FORTRANから、C言語とJavaへほとんどのパッケージが飜訳されている。

## 関連記事
- FFTW
- フーリエ変換
- 離散フーリエ変換 (DFT)
- スペクトラムアナライザ